# Уотсон, Эмма
Э́мма Шарло́тта Дюэ́рр Уо́тсон (англ. Emma Charlotte Duerre Watson; род. 15 апреля 1990, Мезон-Лаффит, пригород Парижа, Франция) — британская киноактриса и фотомодель.
Получила широкую известность благодаря роли Гермионы Грейнджер в фильмах о Гарри Поттере, в которых снималась вместе с Дэниелом Рэдклиффом и Рупертом Гринтом. Уотсон получила эту роль в 1999 году, когда ей было 9 лет. До этого она принимала участие только в школьных сценических постановках. Участие в этом проекте принесло актрисе множество наград, а также более 10 млн фунтов стерлингов.
Также сыграла в фильме «Балетные туфельки». Фильм был показан на BBC в декабре 2007 года. Кроме этого, Уотсон озвучила принцессу Горошинку, одного из персонажей анимационного фильма «Приключения Десперо», релиз которого состоялся в 2008 году.
В 2009 году Эмма Уотсон была занесена в Книгу рекордов Гиннесса как самая высокооплачиваемая актриса десятилетия.
В марте 2013 года в музее Мадам Тюссо появилась восковая фигура Эммы Уотсон.
В 2014 году Уотсон назначили послом доброй воли ООН-женщины. Она запустила кампанию «HeForShe», которая призывает мужчин выступить за равенство полов.

## Детство и юность
Родилась в Париже в семье Жаклин Льюсби и Криса Уотсона, английских адвокатов.
Британка по национальности, своё имя получила в честь бабушки по отцовской линии. В 5 лет переехала вместе с семьёй из Парижа в Англию, в графство Оксфордшир. Её родители расстались, и Уотсон стала жить с матерью и младшим братом Алексом. Училась в начальной школе Dragon School в Оксфорде. В школе она сыграла главные роли в спектаклях «Юность Артура», «Счастливый принц» и роль злой кухарки в «Алисе в Стране чудес». В 7 лет заняла первое место в школьном конкурсе чтецов.
Уже в 6 лет Эмма Уотсон твёрдо решила, что станет актрисой. Когда Уотсон исполнилось девять, руководитель драмкружка из её школы предложил ей принять участие в кастинге на роль Гермионы в фильме «Гарри Поттер и философский камень». Начинающая актриса выиграла. С тех пор вся её жизнь неразрывно связана с Гарри Поттером.
Уотсон окончила Хедингтонскую школу для девочек. В 2008 году окончила летние курсы актёрского мастерства академии RADA в Лондоне. В мае 2014 года Эмма Уотсон окончила обучение в Брауновском университете (США) и получила степень бакалавра.

## Карьера

### Гарри Поттер
В 1999 году стартовал отбор на главные роли в фильме «Гарри Поттер и философский камень», экранизации одноимённого бестселлера британской писательницы Джоан Роулинг. Главным для создателей фильма был выбор актёров на роль Гарри Поттера и его друзей Гермионы Грейнджер и Рона Уизли. Уотсон пошла на этот отбор по совету своей школьной учительницы театрального мастерства. Продюсеры фильма были удивлены уверенностью девочки. После восьми прослушиваний Эмме Уотсон, Дэниелу Рэдклиффу и Руперту Гринту сообщили, что они утверждены на роли Гермионы Грейнджер, Гарри Поттера и Рона Уизли соответственно. Сама Роулинг поддержала этот выбор.

Дебют Эммы в роли Гермионы Грейнджер в фильме «Гарри Поттер и философский камень»

Дебют Эммы Уотсон в роли Гермионы состоялся в 2001 году, когда на экраны вышла первая часть саги о Гарри Поттере. Фильм побил все рекорды по кассовым сборам и в том же году был признан самым успешным с точки зрения коммерческого проката. Критики очень лестно отозвались о работе тройки молодых актёров. The Daily Telegraph назвал игру Уотсон «замечательной», а по мнению IGN, она «затмила всех».
Эмма Уотсон была удостоена пяти номинаций за эту роль и выиграла премию Young Artist Award в категории «Лучшая молодая актриса».
В 2002 году на экраны вышел фильм «Гарри Поттер и Тайная комната». Хотя фильм вызвал смешанные отзывы у критиков (претензии, в основном, высказывались в отношении режиссуры), в целом его можно было назвать успешным. Los Angeles Times отметила, что актёры подросли в перерыве между фильмами, в то время как The Times раскритиковала режиссёра за то, что он «злоупотребляет» популярностью образа Эммы Уотсон. Эмма Уотсон получила за эту роль премию Otto Award от немецкой газеты Die Welt.
Релиз фильма «Гарри Поттер и узник Азкабана» состоялся в 2004 году. По мнению многих, в этом фильме Уотсон сыграла уже более профессионально. Эмма Уотсон о Гермионе Грейнджер: «Мне нравится играть Гермиону, она очень харизматична. Это просто фантастическая роль, особенно в третьем фильме». По мнению The Washington Post, игра Уотсон в этом фильме была «намного более выдающейся по юмору и по духу», нежели игра Дэниела Рэдклиффа. The New York Times писала: «К счастью, вялость Дэниела Рэдклиффа возмещена безудержностью Эммы Уотсон. Гарри может похвастаться своими возрастающими магическими способностями… Гермиона же… заработать самые громкие аплодисменты своим решительно немагическим ударом по носу Драко Малфоя». Тем не менее этот фильм стал самым неудачным из всех с точки зрения коммерческого проката. Уотсон получила за свою роль в этом фильме две награды Otto Awards и награду в номинации «Лучшая детская роль года» от Total Film.
С успехом в 2005 году вышел на экраны четвёртый фильм поттерианы «Гарри Поттер и Кубок огня». Он побил рекорды по сборам в первые выходные в Англии и США. Критики отметили профессиональный рост актрисы. Манола Дарджис в газете New York Times назвала игру Уотсон «трогательно серьёзной». Самым смешным, по словам Уотсон, было изображать конфликт между повзрослевшими Роном, Гарри и Гермионой:

«Мне нравились все эти споры… Я думаю, это значительно более реалистично, что они будут спорить и что у них будут проблемы».
Оригинальный текст (англ.)"I loved all the arguing ... I think it's much more realistic that they would argue and that there would be problems".

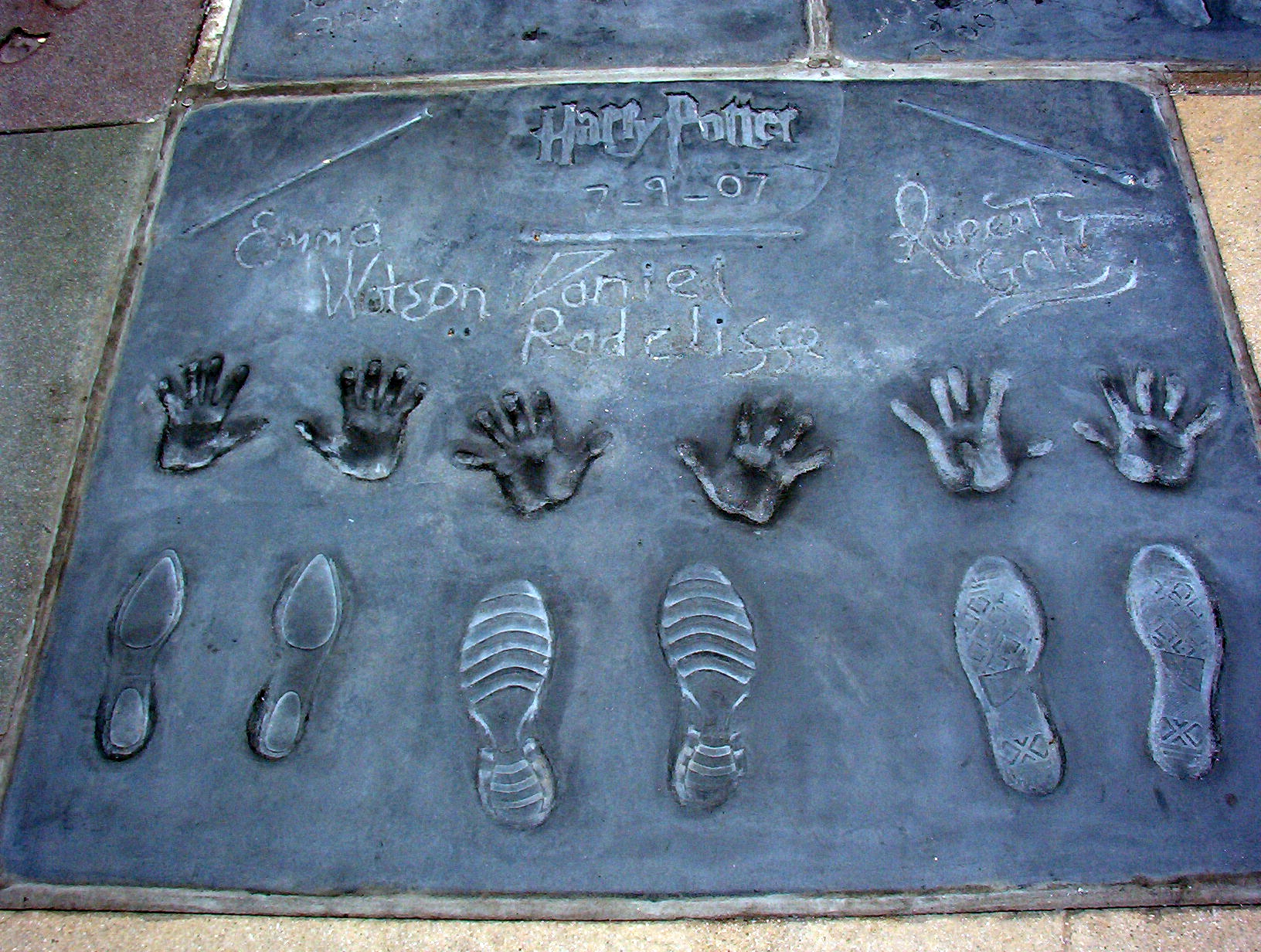
Отпечатки рук и ног Эммы Уотсон, Дэниела Рэдклиффа и Руперта Гринта напротив Китайского театра Граумана

Работа Эммы Уотсон над ролью Гермионы в «Гарри Поттер и Кубок огня» была отмечена тремя номинациями на различные кинопремии, также актриса была удостоена бронзовой награды Otto Award. В том же году Эмма Уотсон становится самой молодой девушкой, появившейся на обложке журнала Teen Vogue.
Пятый фильм о Гарри Поттере («Гарри Поттер и Орден Феникса»), который вышел в 2007 году, имел оглушительный финансовый успех. В прокате он собрал по всему миру 938 млн долларов. Уотсон выиграла National Movie Award в номинации «Лучшая женская роль». Троица стала настолько знаменитой, что каждый из них был удостоен чести оставить отпечатки своих рук и ног на знаменитой аллее звёзд у входа в Китайский театр Граумана в Голливуде 9 июля 2007 года.
Съёмки шестого фильма поттерианы «Гарри Поттер и Принц-полукровка» стартовали в 2007 году. Премьера состоялась в июле 2009 года, будучи перенесённой с ноября 2008 года. The Washington Post назвал исполнение роли Эммы Уотсон в этой части «самой прекрасной на сегодняшний день». Уотсон была удостоена четырёх номинаций в разных кинопремиях в категориях «Лучшая актриса в жанре фэнтези» и «Лучшее исполнение женской роли», но не выиграла ни одну из них.
После выхода шестой части фильма на экраны появились слухи о том, что Эмма Уотсон хочет покинуть проект и не сниматься в двух последних фильмах о Гарри Поттере. Несмотря на это, молодая актриса подписала контракт с компанией Warner Bros, обязующий её принять участие в съёмках. По словам Уотсон, это решение далось ей очень тяжело, поскольку фактически оно означает полную зависимость жизни девушки от съёмок на следующие три года, но после долгих раздумий «плюсов оказалось больше, чем минусов». Съёмки заключительной части «Гарри Поттер и Дары Смерти» начались в феврале 2009 года и закончились в июне 2010 года. За финальную часть фильма Уотсон получила три премии Teen Choice Awards.

### Работа за рамками «Гарри Поттера»

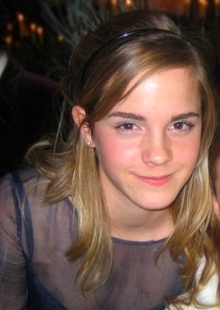
Уотсон на премьере фильма «Гарри Поттер и Кубок огня», ноябрь 2005 года

Первая роль Эммы Уотсон за рамками Гарри Поттера была в 2007 году в фильме «Балетные туфельки». В этой экранизации одноимённого романа Ноэль Стритфилд Уотсон сыграла начинающую актрису Паулину Фоссил, старшую из трёх сестёр, вокруг которых строится сюжет. Об этой роли Эмма сказала:

«После окончания съёмок в „Ордене Феникса“ я собиралась вернуться в школу, но так и не смогла отказаться от „Балетных туфелек“. Я действительно люблю это произведение».
Оригинальный текст (англ.)"I was all set to go back to school after finishing Harry Potter [and the Order of the Phoenix] but couldn't resist Ballet Shoes. I really loved it".

Режиссёр картины Сандра Голдбахер: «Эмма идеально подходит для этой роли… Проникновенная тонкая аура актрисы заставляет зрителей следить за каждым её движением». Фильм был показан 26 декабря 2007 года в Соединённом Королевстве на канале BBC, но особого успеха он не завоевал.
Также Эмма Уотсон приняла участие в съёмках анимационной детской комедии «Приключения Десперо», релиз которой состоялся в декабре 2008 года. В ней она озвучила принцессу Горошинку.
Вместе с Джорджем Крейгом, коллегой по участию в рекламной кампании Burberry, снялась в клипе группы One Night Only на песню «Say You Don’t Want It», сюжет которой связан со знаменитым диснеевским фильмом про собак «Леди и Бродяга».
В отличие от Рэдклиффа и Гринта, которые уже давно и окончательно решили связать свою жизнь с кино, Уотсон очень осторожно отвечает на вопросы, связанные с её планами на будущее. В интервью Newsweek в 2006 году она сказала: «Дэниел и Руперт кажутся уверенными в своём выборе… Мне нравится играть, но существует множество других вещей, которыми я бы с удовольствием могла заняться».
В 2009 году Эмма Уотсон поступила в Брауновский университет. В марте 2011 года, после 18 месяцев обучения в университете, Уотсон высказала желание «отложить учёбу на семестр или два», чтобы сосредоточиться на участии в рекламной кампании второй части «Гарри Поттер и Дары Смерти» и в других проектах. Среди них был биографический фильм «7 дней и ночей с Мэрилин», в котором Уотсон сыграла небольшую роль ассистентки Люси. На съёмочной площадке она пробыла несколько дней.
В июне 2012 года Уотсон подтвердила, что она утверждена на роль приёмной дочери Ноя Илы в фильме Даррена Аронофски «Ной», вышедшем в марте 2014 года. Уотсон назвала эту роль «физически очень сложной», учитывая использование спецэффектов, и провела обширное изучение родов, чтобы эффективно изобразить сцену в фильме. Фильм, имевший кассовый успех, получил неоднозначные отзывы за режиссуру и актёрский состав; Vanity Fair писали, что «Уотсон закрепляет самые грубые эмоциональные сцены фильма… Сидя на исландском пляже с Расселом Кроу, с растрепанными волосами и горящими глазами, Уотсон была тихой, но свирепой». В сентябре 2012 года вышел фильм «Хорошо быть тихоней», в котором Эмма сыграла роль главной героини Сэм. В марте 2013 года сообщалось, что Уотсон вела переговоры, чтобы сыграть главную роль в диснеевской экранизации «Золушки». Уотсон предложили роль, но она отказалась, потому что не чувствовала связи с персонажем. Роль в итоге отошла к Лили Джеймс.
В 2013 году Эмма Уотсон снималась в роли амбициозной воровки Никки в фильме Софии Копполы «Элитное общество». Фильм основан на реальных ограблениях «Bling Ring», где Уотсон играет вымышленную версию Алексис Нейерс, телеведущей, которая была одним из семи подростков, участвовавших в ограблениях. Хотя фильм в основном получил неоднозначные отзывы, критики почти единодушно хвалили игру Уотсон. Адам Уайт из The Independent позже заявил, что «она оказалась замечательной… Уотсон источает небрежное презрение. Её липкий американский штробас обрезан[прояснить] и монотонен, как будто она проглотила Кардашьян на завтрак». Также она сыграла в роли самой себя в комедии-катастрофе «Конец света», в которой она, Сет Роген, Джеймс Франко и многие другие сыграли «преувеличенные версии самих себя», а Уотсон незабываемо бросила «слово на f». Она сказала, что не могла упустить возможность сняться в своей первую комедии и «поработать с одними из лучших комиков… в мире прямо сейчас».
Уотсон присоединилась к Джуди Денч, Роберту Дауни-младшему, Майку Ли, Джулии Луи-Дрейфус и Марку Руффало в качестве лауреатов премии Britannia Awards 2014, врученной 30 октября в Лос-Анджелесе. Уотсон была удостоена награды «Британский артист года», и она посвятила приз Милли, своему домашнему хомяку, который умер, когда Уотсон снималась в фильме «Гарри Поттер и философский камень». Уотсон снялась в двух фильмах 2015 года: триллере «Колония Дигнидад» с Даниэлем Брюлем и Микаэлем Нюквистом и «Затмение» Алехандро Аменабара вместе с Итаном Хоуком и её партнёром по фильмам о Гарри Поттере Дэвидом Тьюлисом. Оба этих фильма получили в целом отрицательные отзывы; критик из Daily Telegraph обвинил сценарий «Затмения» в том, что у неё получилась такая «чисто драматически картонная» роль. Она также появилась в эпизоде сериала BBC «Викарий из Дибли», в котором она сыграла преподобную Ирис. В феврале 2016 года Уотсон объявила, что берет годичный перерыв в актёрской карьере. Она планировала посвятить это время своему «личностному развитию» и работе по защите прав женщин.
В 2017 году в прокат вышел фильм-мюзикл «Красавица и чудовище» — экранизация одноимённой сказки, в которой Уотсон сыграла главную роль. Фильм собрал более 1,2 миллиарда долларов в мировом прокате и стал вторым самым кассовым фильмом 2017 года и 17-м самым кассовым фильмом всех времен. Её заявленный гонорар составил 3 миллиона долларов авансом, не считая процента от сборов, с которым гонорар увеличился до 15 миллионов долларов. Фильм получил положительные отзывы; Ричард Ропер из Chicago Sun-Times счёл, что её выступление было наполнено «сплошным мужеством, дерзостью, умом и яростной независимостью Белль». Позже Уотсон сказала: «Когда я закончила работу над фильмом, я почувствовала, что я преобразилась и превратилась в женщину на экране». В том же году она снялась вместе с Томом Хэнксом в экранизации романа Дэйва Эггерса «Сфера» в роли Мэй Холланд, которая начинает работать в могущественной технологической корпорации и попадает в опасную ситуацию, связанную со скрытым наблюдением и свободой. Фильм получил негативные отзывы, но имел умеренный кассовый успех.
В 2019 году Уотсон снялась в фильме «Маленькие женщины» Греты Гервиг в роли Мег Марч. Этот фильм — экранизация романа Луизы Мэй Олкотт «Маленькие женщины». Коллегами Уотсон по съёмочной площадке выступили Сирша Ронан, Флоренс Пью, Лора Дерн, Тимоти Шаламе и Мерил Стрип. Уотсон об участии в фильме: «Я считаю, [Маленькие женщины] были хорошим литературным приёмом, объясняющим, что есть больше одного способа быть феминисткой… Способ [Мег] быть феминисткой — это делать выбор, и это — для меня — то, в чём суть феминизма. Её выбор — в том, что она хочет быть полноценной матерью и женой». Фильм получил признание критиков и получил шесть номинаций на премию «Оскар», включая номинацию за «Лучший фильм». Forbes написали, что «у Уотсон, пожалуй, самая сложная […] роль, как пресловутой гетеросексуальной женщины из сестер[прояснить], которая вынуждена защищаться, когда её мечты оказываются самыми обычными из всех». Фильм получил признание критиков и собрал более 218 миллионов долларов при его бюджете в 40 миллионов долларов.
В 2020 году Уотсон обсудила свои планы, заявив: «Поскольку я была настолько публичной в кино и была настолько активной в социальных [сетях] в своём активизме, мне любопытно принять роль, в которой я работаю для того, чтобы усилить больше голосов, чтобы продолжить учиться у людей с другим опытом», добавив, что в её работе будет «меньше красных дорожек и больше конференций». В 2021 году пошли слухи, что Уотсон обручена или уходит из кино, а её карьера описывается как «спящая»; позже это было опровергнуто её менеджером. Позже она назвала это предположение кликбейтом и сослалась на свое относительное отсутствие на публике в связи с продолжающимся социальным дистанцированием во время пандемии COVID-19. В 2022 году Уотсон воссоединилась с актёрами из серии фильмов о Гарри Поттере для специального выпуска HBO Max под названием «Гарри Поттер 20 лет спустя: Возвращение в Хогвартс».

### Карьера фотомодели
С 2008 года Уотсон проявляет интерес к миру моды. В сентябре 2008 года в своём блоге она написала: «Я сильно сосредоточилась на искусстве вообще и на моде в частности».
Уже с 2005 года Уотсон начала карьеру модели, снявшись для обложки журнала Teen Vogue. В июне она подтвердила, что будет сотрудничать с британским домом моды Burberry. Она стала лицом осенне-зимней коллекции одежды 2009 года, за появление в которой получила шестизначный гонорар. В 2010 году актриса была лицом весенне-летней коллекции вместе с братом Алексом, моделью Максом Хардом, и музыкантами Джорджем Крейгом и Мэттом Гилмором.
В 2011 году на церемонии Elle Style Awards Эмма Уотсон была удостоена награды Style Icon от дизайнера Вивьен Вествуд. Уже через месяц было объявлено, что Уотсон выбрана новым лицом компании Lancôme.
Однажды в эфире телешоу Дэвида Леттермана Уотсон призналась:
«Мода и все эти широко обсуждаемые дизайнерские проекты — лишь небольшой поворот на моём пути, очень интересный и открывающий во мне новые грани. Однако мода скоротечна, а мне сейчас интересны более серьёзные вещи, которые остаются с тобой на века».
Позже Уотсон заключила контракт с People Tree — маркой, специализирующейся на выпуске этичной одежды.

## Личная жизнь
У каждого из разведённых родителей Эммы Уотсон есть новая семья и свои дети. У отца — близняшки Нина и Люси и младший сын Тоби. У матери — двое сыновей (единоутробные братья Уотсон), которые «постоянно находятся с ней». Брат Эммы Уотсон Александр снимался в эпизодах двух фильмов о Гарри Поттере, а её единокровные сёстры (Нина и Люси) участвовали с ней в кастинге к фильму «Балетные туфельки», который показали в 2007 году на канале BBC.
Съёмки в фильмах о Гарри Поттере принесли Эмме Уотсон более 10 млн фунтов стерлингов. Актриса признаёт, что этих денег достаточно для того, чтобы никогда больше не работать. Однако она не приняла предложение уйти из школы для того, чтобы посвятить всё своё время съёмкам.

«Люди не могут понять, почему я не хочу этого делать… учась в школе, я могу поддерживать связь с друзьями. В школе я живу реальной жизнью».
Оригинальный текст (англ.)"People can’t understand why I don’t want to ... but school life keeps me in touch with my friends. It keeps me in touch with reality"

Эмма Уотсон призналась, что в 10-12 лет была влюблена в своего коллегу по фильмам о Гарри Поттере, Тома Фелтона. Известно, что с 2011 по осень 2013 года Эмма Уотсон встречалась с аспирантом Оксфордского университета Уиллом Адамовичем. В 2014 году актриса встречалась с регбистом Мэттью Дженни, однако позже из-за плотного графика актрисы пара приняла решение расстаться.
В феврале 2015 года в сети появилась информация о тайных свиданиях Эммы Уотсон с принцем Гарри, но она опровергла эти слухи.
Осенью в 2017 году после двухлетнего романа рассталась с Уильямом Найтом, специалистом в области компьютерных технологий. В 2018 году несколько месяцев встречалась с американским артистом Кордом Оверстритом. С 2019 года находится в отношениях с американским бизнесменом Лео Робинтоном. В 2021 году они расстались. Позже она начала встречаться с Брендоном Грином.

## Политический активизм
Уотсон — феминистка. Она посетила Бангладеш и Замбию, чтобы способствовать получению образования для девочек в этих странах. В июле 2014 Уотсон назначили послом доброй воли ООН-женщины.
В сентябре того же года Эмма Уотсон выступила с речью в штаб-квартире ООН в Нью-Йорке в поддержку запуска кампании ООН-женщины «HeForShe», которая призывает мужчин выступить за равенство полов. В этой речи Уотсон сказала, что знала, что была феминисткой в восемь лет, когда её назвали «властной» (эту черту она заслужила за свой «перфекционизм»), в то время как мальчики себя так не вели, и в 14, когда «некоторые газеты сексуализировали её». В своей речи Уотсон назвала феминизм «убеждением в том, что мужчины и женщины должны иметь равные права и возможности» и заявила, что репутация «мужененавистниц» — это то, что нужно остановить.
Также в сентябре Уотсон впервые как посол доброй воли ООН-женщины посетила Уругвай, где выступила с речью, в которой подчеркнула необходимость участия женщин в политике.

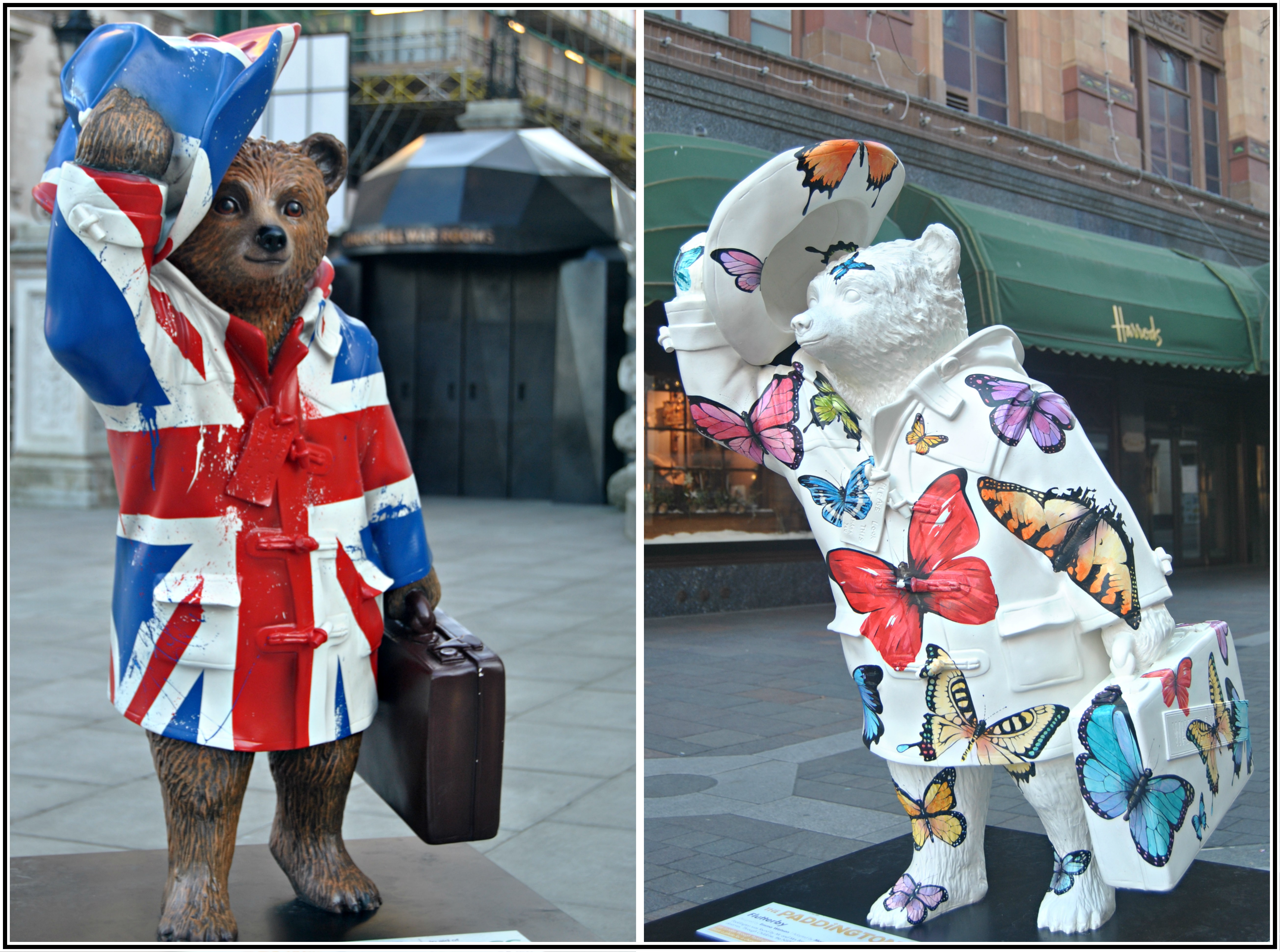
Медвежонок Флаттерби Уотсон, выполненный в виде бабочки (справа), один из пятидесяти медвежат Паддингтона на Паддингтонской тропе в Лондоне, выставлен на аукцион для Национального общества по предотвращению жестокого обращения с детьми.

В ноябре 2014 года Уотсон приняла участие в проектировании статуи медведя Паддингтона, одну из пятидесяти, установленных по всему Лондону до выхода фильма «Приключения Паддингтона», которая была выставлена на аукцион для сбора средств для Национального общества по предотвращению жестокого обращения с детьми (NSPCC). В декабре фонд для женщин имени Уотсон объявил о создании памятника медведю Паддингтону, по результатам онлайн-опроса, Уотсон стала самой активной феминисткой 2014 года. Уотсон также выступила с речью о гендерном равенстве в январе 2015 года на ежегодной зимней встрече Всемирного экономического форума.
Уотсон заняла первое место в списке AskMen «99 выдающихся женщин 2015» благодаря тому, что она «вернулась» к вопросам прав женщин. В том же году Уотсон была включена в список 100 самых влиятельных людей мира по версии Time, что стало её достижением. Подводя итог, бывший редактор New York Times Джилл Абрамсон отметила «смелый, умный взгляд Уотсон на феминизм» и назвала её усилия по вовлечению мужчин «освежающими».
Уотсон называет Глорию Стайнем и Майю Энджелоу своими вдохновителями. В январе 2016 года Уотсон основала на платформе Goodreads феминистский книжный клуб «Наша общая полка». Цель клуба — делиться феминистскими идеями и поощрять обсуждение этой темы. В месяц выбирается одна книга, которая обсуждается в последнюю неделю этого месяца. Первой книгой, которая была выбрана, была «Моя жизнь в дороге» под авторством Стайнем, у которой Уотсон позже взяла интервью в феврале того же года в лондонской академии How to: Academy. С январе 2020 года сайт «Наша общая полка» перестал обновляться, но по-прежнему открыт в качестве форума для обсуждения рекомендаций.
В 2016 году, в Международный день девочек, Уотсон посетила Малави, чтобы встретиться с вождями местных племён и девочками, которые вернулись в школу после расторжения детского брака. Уотсон сотрудничает с такими организациями, как Book Fairies и Books on the Underground, чтобы предоставлять литературу об общественном транспорте.
В марте 2017 года Уотсон получила негативную реакцию из-за фотосессии на Vanity Fair, на одном из снимков которой была частично видна её оголённая грудь, за что некоторые СМИ обвинили её в лицемерии. Недовольная данной критикой, она заявила, что «феминизм это не палка, которой можно бить других женщин», при этом заявляя о свободе, равенстве и раскрепощении, добавив: «Я действительно не знаю, какое отношение к этому имеют мои сиськи».
Уотсон в феминистских кругах обсуждала свои, так называемые, «белые привилегии»; в интервью британскому Vogue она прокомментировала это так: "Я видела, что «феминизм белых» появляется снова и снова, и я подумала: «Эй, это явно то, чему я должна осмысленно привлекать внимание. И я должна лучше понять». Она написала об этом в своём книжном клубе, рассказав о своих размышлениях о себе на тему «Какую пользу я извлекла, будучи белой? Каким образом я могу поддерживать систему, которая является структурно расистской?»
Уотсон является одним из основателей Time’s Up в Великобритании и координировал её запуск на 71-й церемонии вручения кинопремии Британской академии киноискусства. Уотсон также участвовал в разработке общенациональных отраслевых рекомендаций по травле и домогательствам, которые были внедрены Британским институтом кино и Британской академией кино и телевизионных искусств. В феврале 2018 года она пожертвовала 1 миллион фунтов стерлингов Time’s Up UK, а позже, в октябре, помогла создать Фонд справедливости и равенства, который помогал женским группам по всей стране. Марай Лараси, активистка по борьбе с насилием в отношении женщин, была её гостем на церемонии вручения премии Золотой глобус в 2018 году.
В июле 2019 года Уотсон помогла запустить юридическую линию помощи для людей, которые пострадали от сексуальных домогательств на рабочем месте. Юридические консультации предоставляются благотворительной организацией «Права женщин», которая помогает женщинам с помощью закона. В том же году она присоединилась к консультативной группе стран G7 по гендерному равенству, созданной президентом Франции Эммануэлем Макроном, чтобы «призвать G7 добиваться политических и экономических успехов для женщин в их собственных странах», а также стать «центральным элементом внешней политики». Она присутствовала на их первой встрече в Елисейском дворце в Париже в феврале и приняла в составе комитета участие в 45-м саммите G7 в августе.
В интервью журналу Paris Lees она высказалась в поддержку прав трансгендеров, повторив это в Twitter на фоне разногласий по поводу высказываний Джоан Роулинг по поводу того, что трансгендеры не могут считаться биологическими женщинами. Уотсон также активно поддержала американское движение Black Lives Matter; в июне 2020 года она начала активно продвигать политические лозунги данного движения в социальных сетях после того, как впервые приняла участие в интернет акции Blackout Tuesday, и загрузила на Spotify эпизод подкаста, в котором брала интервью у британской чернокожей журналистки Рени Эддо-Лодж о её книге «Почему я больше не разговариваю с белыми людьми о расе».
"Настало время, чтобы мы все воспринимали гендер по-разному, а не как два противоположных пола. [...] Я хочу, чтобы мужчины приняли эту новую ментальность. Чтобы их дочери, сёстры и матери могли быть свободны от предрассудков, а также чтобы их сыновья получили разрешение тоже быть уязвимыми и человечными [...] и при этом быть более правдивыми и полной версией самих себя."
В июле 2020 года она в партнёрстве с Lodge и фондом WOW возглавила проект по переосмыслению карты лондонского метрополитена, переименовав 270 станций, чтобы привлечь внимание к женщинам и небинарным людям, которые «сформировали историю города». В рамках этой инициативы были проведены встречи с писательницами, работницами музеев и библиотекаршами, после чего она была опубликована издательством Haymarket Books к Международному женскому дню в 2021 году. Уотсон была в числе 400 подписантов письма, призывающего правительство Великобритании включить женщин в число «лиц, принимающих решения» на конференции ООН по изменению климата в Глазго в 2021 году.
В июне 2021 года стало известно, что Уотсон входит в группу бизнес инвесторов, которые инвестируют 12,5 миллионов долларов в Fabric Nano, стартап, разрабатывающий устойчивые альтернативы нефтехимическим продуктам.
В январе 2022 года Уотсон начала активно поддерживать движения по борьбе палестинцев против Израиля и получение палестинцами независимого государства, разместив в Instagram изображение с пропалестинского протеста с баннером «Солидарность — это глагол». Это сразу вызвало негативную реакцию со стороны Израиля, к примеру бывшего министра науки Израиля Дэнни Данона, который написал в Twitter: «10 баллов Гриффиндору за антисемитизм». Посол Израиля в ООН Гилад Эрдан также раскритиковал её. Комментарий Данона подвергся резкой критике со стороны различных представительниц феминистского движения таких как Лея Гринберг, соисполнительный директор левой американской некоммерческой политической организации Indivisible Project и главы коллеги по консервативной партии Великобритании Сайиды Варси. Более сорока активистов феминистского движения, включая Сьюзан Сарандон, Марка Руффало, Мириам Марголис, Гаэля Гарсиа Берналя, Питера Капальди, Максин Пик, Вигго Мортенсена, Стива Кугана Чарльза Дэнса, выступили с активной поддержкой Уотсон и активной критикой в адрес израильских официальных лиц подписавшись в письме, организованном организацией Artists for Palestine UK.
Уотсон является активистом движения за экологическую справедливость и смягчение последствий изменения климата. В 2019 году шведские исследователи из Лундского университета проанализировали углеродный след десяти знаменитостей, включая Уотсон. Углеродный след Уотсон был самым низким из проанализированных знаменитостей, но её выбросы CO2 в результате полётов по-прежнему составляли 15,1 тонны CO2, что в три раза превышает среднемировой показатель. На конференции ООН по изменению климата 2021 года в Глазго Уотсон провела дискуссию по изменению климата с участием гостей, встретившись с климатической активисткой Гретой Тунберг.

## Фильмография
| Год  |    | Русское название                             | Оригинальное название                             | Роль                |
| ---- | -- | -------------------------------------------- | ------------------------------------------------- | ------------------- |
| 2001 | ф  | Гарри Поттер и философский камень            | Harry Potter and the Philosopher's Stone          | Гермиона Грейнджер  |
| 2002 | ф  | Гарри Поттер и Тайная комната                | Harry Potter and the Chamber of Secrets           | Гермиона Грейнджер  |
| 2004 | ф  | Гарри Поттер и узник Азкабана                | Harry Potter and the Prisoner of Azkaban          | Гермиона Грейнджер  |
| 2005 | ф  | Гарри Поттер и Кубок огня                    | Harry Potter and the Goblet of Fire               | Гермиона Грейнджер  |
| 2007 | ф  | Гарри Поттер и Орден Феникса                 | Harry Potter and the Order of the Phoenix         | Гермиона Грейнджер  |
| 2007 | тф | Балетные туфельки                            | Ballet Shoes                                      | Паулина Фоссиль     |
| 2008 | мф | Приключения Десперо                          | The Tale of Despereaux                            | Принцесса Горошинка |
| 2009 | ф  | Гарри Поттер и Принц-полукровка              | Harry Potter and the Half-Blood Prince            | Гермиона Грейнджер  |
| 2010 | ф  | Гарри Поттер и Дары Смерти. Часть 1          | Harry Potter and the Deathly Hallows: Part 1      | Гермиона Грейнджер  |
| 2011 | ф  | Гарри Поттер и Дары Смерти. Часть 2          | Harry Potter and the Deathly Hallows: Part 2      | Гермиона Грейнджер  |
| 2011 | ф  | 7 дней и ночей с Мэрилин                     | My Week with Marilyn                              | Люси                |
| 2012 | ф  | Хорошо быть тихоней                          | The Perks of Being a Wallflower                   | Сэм                 |
| 2013 | ф  | Элитное общество                             | The Bling Ring                                    | Никки               |
| 2013 | ф  | Конец света 2013: Апокалипсис по-голливудски | This Is the End                                   | камео               |
| 2014 | ф  | Ной                                          | Noah                                              | Ила                 |
| 2015 | ф  | Затмение                                     | Regression                                        | Анжела Грей         |
| 2015 | ф  | Колония Дигнидад                             | Colonia                                           | Лена                |
| 2017 | ф  | Красавица и чудовище                         | Beauty and the Beast                              | Белль               |
| 2017 | ф  | Сфера                                        | The Circle                                        | Мэй Холланд         |
| 2019 | ф  | Маленькие женщины                            | Little Women                                      | Маргарет «Мег» Марч |
| 2022 | тф | Возвращение в Хогвартс                       | Harry Potter 20th Anniversary: Return to Hogwarts | Камео               |

## Награды и номинации
Полный список на сайте IMDb.com.

### Награды
| Год  | Организация                        | Награда                                                                              | Фильм                                 |
| ---- | ---------------------------------- | ------------------------------------------------------------------------------------ | ------------------------------------- |
| 2002 | Young Artist Awards                | Лучшая молодая актриса                                                               | «Гарри Поттер и философский камень»   |
| 2003 | Otto Awards                        | Лучшая женская роль (серебро)                                                        | «Гарри Поттер и Тайная комната»       |
| 2004 | Total Film                         | Лучшая детская роль года                                                             | «Гарри Поттер и узник Азкабана»       |
| 2004 | Otto Awards                        | Лучшая женская роль (серебро)                                                        | «Гарри Поттер и узник Азкабана»       |
| 2005 | Otto Awards                        | Лучшая женская роль (золото)                                                         | «Гарри Поттер и узник Азкабана»       |
| 2006 | Otto Awards                        | Лучшая женская роль (бронза)                                                         | «Гарри Поттер и Кубок огня»           |
| 2007 | ITV National Film Awards           | Лучшее исполнение женской роли                                                       | «Гарри Поттер и Орден Феникса»        |
| 2007 | UK Nickelodeon Kids' Choice Awards | Лучшая актриса игрового фильма                                                       | «Гарри Поттер и Орден Феникса»        |
| 2008 | Constellation Awards               | Лучшее исполнение женской роли                                                       | «Гарри Поттер и Орден Феникса»        |
| 2008 | SyFy Genre Awards                  | Лучшая актриса                                                                       | «Гарри Поттер и Орден Феникса»        |
| 2008 | Otto Awards                        | Лучшая женская роль (золото)                                                         | «Гарри Поттер и Орден Феникса»        |
| 2011 | Teen Choice Awards                 | Лучшая женская роль (фантастика/фэнтези)                                             | «Гарри Поттер и Дары Смерти: часть 1» |
| 2011 | Teen Choice Awards                 | Лучший поцелуй (с Дэниэлом Рэдклиффом)                                               | «Гарри Поттер и Дары Смерти: часть 1» |
| 2011 | Teen Choice Awards                 | Лучшая актриса лета                                                                  | «Гарри Поттер и Дары Смерти: часть 2» |
| 2012 | MTV Movie Awards                   | Лучший актёрский ансамбль (с Дэниэлом Рэдклиффом, Рупертом Гринтом и Томом Фелтоном) | «Гарри Поттер и Дары Смерти: часть 2» |
| 2012 | Общество кинокритиков Сан-Диего    | Лучшая женская роль второго плана                                                    | «Хорошо быть тихоней»                 |
| 2013 | MTV Movie Awards                   | Пионер года (специальная награда)                                                    |                                       |
| 2016 | XXV кинофорум «Золотой Витязь»     | Диплом «За лучшую главную женскую роль»                                              | «Колония Дигнидад»                    |

### Номинации
| Год  | Организация                                        | Номинация                                              | Фильм                                 |
| ---- | -------------------------------------------------- | ------------------------------------------------------ | ------------------------------------- |
| 2002 | Empire                                             | Empire Award: Дебют года                               | «Гарри Поттер и философский камень»   |
| 2002 | Young Artist Awards                                | Лучший актёрский ансамбль                              | «Гарри Поттер и философский камень»   |
| 2002 | Academy of Science Fiction, Fantasy & Horror Films | Saturn Award: Лучшая работа молодой актрисы            | «Гарри Поттер и философский камень»   |
| 2002 | American Moviegoer Awards                          | Прорыв года: актриса                                   | «Гарри Поттер и философский камень»   |
| 2004 | Broadcast Film Critics Association                 | Лучшая молодая актриса                                 | «Гарри Поттер и узник Азкабана»       |
| 2005 | Broadcast Film Critics Association                 | Лучшая молодая актриса                                 | «Гарри Поттер и Кубок огня»           |
| 2006 | MTV Movie Awards                                   | Лучшая команда на экране                               | «Гарри Поттер и Кубок огня»           |
| 2008 | UK Sony Ericsson Empire Awards                     | Лучшая актриса                                         | «Гарри Поттер и Орден Феникса»        |
| 2008 | Glamour Awards                                     | Лучшая телевизионная актриса СК                        | «Балетные туфельки»                   |
| 2009 | Scream Awards                                      | Лучшая актриса в жанре фэнтези                         | «Гарри Поттер и Принц-полукровка»     |
| 2010 | National Movie Awards                              | Лучшее исполнение                                      | «Гарри Поттер и Принц-полукровка»     |
| 2010 | MTV Movie Awards                                   | Лучшее исполнение женской роли                         | «Гарри Поттер и Принц-полукровка»     |
| 2010 | Teen Choice Awards                                 | Лучшая актриса в жанре фэнтези                         | «Гарри Поттер и Принц-полукровка»     |
| 2012 | Academy of Science Fiction, Fantasy & Horror Films | Saturn Award: Лучшая киноактриса второго плана         | «Гарри Поттер и Дары Смерти: часть 2» |
| 2012 | MTV Movie Awards                                   | Лучший поцелуй                                         | «Гарри Поттер и Дары Смерти: часть 2» |
| 2012 | MTV Movie Awards                                   | Лучшая женская роль                                    | «Гарри Поттер и Дары Смерти: часть 2» |
| 2012 | Общество кинокритиков Бостона                      | Лучшая женская роль второго плана                      | «Хорошо быть тихоней»                 |
| 2012 | Общество кинокритиков Сент-Луиса                   | Лучшая женская роль второго плана                      | «Хорошо быть тихоней»                 |
| 2013 | MTV Movie Awards                                   | Лучшая женская роль                                    | «Хорошо быть тихоней»                 |
| 2013 | MTV Movie Awards                                   | Лучший поцелуй (совместно с Логаном Лерманом)          | «Хорошо быть тихоней»                 |
| 2013 | MTV Movie Awards                                   | Лучший музыкальный эпизод (совместно с Эзрой Миллером) | «Хорошо быть тихоней»                 |
| 2018 | Золотая малина                                     | Худшая женская роль                                    | «Сфера»                               |
| 2018 | Сатурн                                             | Лучшая киноактриса                                     | «Красавица и чудовище»                |